# Villeroy (Yonne)
Villeroy település Franciaországban, Yonne megyében. Lakosainak száma 385 fő (2022. január 1.). Villeroy Villebougis, Fouchères, Nailly és Subligny községekkel határos.

## Népesség
A település népessége az elmúlt években az alábbi módon változott:
| Lakosok száma | 409  | 415  | 412  | 390  | 388  | 388  | 386  | 386  | 385  |
|               | 2013 | 2015 | 2016 | 2017 | 2018 | 2019 | 2020 | 2021 | 2022 |